# Bokar (langue)
Pour les articles homonymes, voir Bokar.
Le bokar (en transcription latine du bokar : Bokar gom, alphabet phonétique international : bɔk˭ar gɔm, en chinois : 博嘎尔方言 ou 博嘎尔语) est une langue parlée dans la Région autonome du Tibet, en Chine et dans l'état de l'Assam, en Inde. Elle fait partie des langues tani. Il est parlé par les Bokars (Boga'er), une division ethnographique des Lhoba, elle est reconnue en tant que telle comme l'une des 56 minorités de Chine, et a donc le statut de langue officielle.